# 고치굴리 고치굴리예프
고치굴리 한굴리예비치 고치굴리예프(투르크멘어: Goçguly Hangulyýewiç Goçgulyýew, 러시아어: Гочгули Ханкулович Гочгулиев, 1977년 5월 26일 ~ )는 투르크메니스탄의 축구 선수, 지도자이다.